# 大韓民国国家清廉委員会
国家清廉委員会（こっかせいれんいいんかい）は、2005年7月から2008年2月まで存在した大統領直属の合議制国家行政機関。腐敗行為の申告・処理と申告者の保護・補償、汎政府次元の腐敗防止政策樹立・施行と法令・制度の改善、及び実態調査と評価などを通じて、国家清廉度向上の総合調整役割を遂行する。ソウル特別市鍾路区桂洞140-2番地の「現代桂洞ビル」にあった。

## 沿革
- 1999年8月 - 腐敗防止基本法制定、及びに反腐敗特別委員会設置など、腐敗防止総合対策が大統領に報告される。
- 1999年9月 - 大統領諮問機構として、反腐敗特別委員会を設置。
- 2001年7月24日 - 腐敗防止法を制定・公布。
- 2002年1月25日 - 腐敗防止委員会発足。
- 2005年7月21日 - 腐敗防止法改正にともない、国家清廉委員会に変更。国家清廉度を高め、腐敗防止関連業務を効果的に履行することを目指す。
- 2008年2月29日 - 国民苦情処理委員会、国務総理行政審判委員会とともに国民権益委員会に統合され、廃止となった。

## 役割・組織
国家清廉委員会は、腐敗行為の摘発・処罰などの事後統制機能とともに、制度改善、教育・広報など事前予防的機能を有する、国家次元の総合的・独立的な腐敗防止対策中心機構である。高位公職者を含めた権力周辺、及びに権力機関に対する牽制と均衡を成すために、韓国史上最初となる内部告発者保護・補償制度を取り入れ、施行している。

### 委員会
委員は総員9人で、任期は3年。長官級の委員長1人と次官級の常任委員2人は大統領が任命し、6人の非常任委員の内、3人は国会、3人は大法院長が推薦する者を、大統領が任命するか委嘱する。

### 事務処
委員会機能を補佐するために、腐敗防止政策などを委員会に上程し、委員会決定事項の処理業務を行なう事務処を置いている。以下は2007年8月22日時点での組織である。
- 事務処長（常任委員の1人が兼職）
  - 運営支援チーム
  - 法務管理官
    - 法務監査チーム
    - 法令分析企画チーム
    - 法令分析管理チーム

  - 政策企画室
    - 企画調整官
    - 制度改善団
      - 制度改善企画チーム
      - 制度1チーム
      - 制度2チーム
      - 制度3チーム

    - 革新人事企画官
    - 政策総括チーム
    - 財政企画チーム
    - 評価調査チーム
    - 情報管理チーム

  - 広報協力団（団長は委員長代弁人を兼任）
    - 教育広報チーム
    - 国際協力チーム
    - 民間協力チーム

  - 審査本部
    - 保護補償団
      - 保護チーム
      - 補償チーム

    - 審査企画官
    - 行動綱領チーム
    - 不正腐敗申告センター
    - 審査官（4人）

## 歴代委員長
- 初代 姜哲圭（2002年1月25日 - 2003年3月9日）
- 2代 李南周（2003年3月25日 - 2004年8月26日）
- 3代 鄭城鎭（2004年8月30日 - 2007年8月9日）
- 4代 李鐘伯（2007年8月 - ）